# Lasaea reikoae
Lasaea reikoae is een tweekleppigensoort uit de familie van de Lasaeidae. De wetenschappelijke naam van de soort is voor het eerst geldig gepubliceerd in 2010 door Suzuki & Kosuge.